# Konatopus paao
Konatopus paao är en kräftdjursart som beskrevs av J. L. Barnard 1970. Konatopus paao ingår i släktet Konatopus och familjen Neomegamphopidae. Inga underarter finns listade i Catalogue of Life.